# どうも!にほんご講座です。
どうも!にほんご講座です。（どうも にほんご こうざです）は、NHK Eテレで放送された外国人向け日本語講座番組である。2011年4月2日に放送を開始した。

## 概要
ドラマ形式のスキット、街で見かける表示や慣用句から出題するクイズコーナーで構成される。

## 放送時間
- 2011年度：金曜日 05:05 - 05:20／金曜日 24:30 - 24:45
- 2012年度：月曜日 06:05 - 06:20／金曜日 10:15 - 10:30／日曜日 25:10 - 25:25
- 2013年度：月曜日 06:05 - 06:20／金曜日 10:15 - 10:30／水曜日 25:25 - 25:40

## 出演者
講師
- 飯間浩明

スキット
- マリア：JUVY
- そば屋の主人：桜金造
- そば屋のおかみさん：犬山イヌコ
- そば屋の常連客：青木和代
- そば屋のコギャル系アルバイト：森下まい
- そば屋の息子：水野真典

文法解説アニメキャラクター
- みそじい（声）：桜金造
- みりん（声）：犬山イヌコ

クイズコーナー
- アシスタント
  - 森下まい（2011年度 - 2012年度）
  - 伊藤 希（2013年度 - ）

## 放送リスト
| 課     | タイトル                               | 初回放送日    |
| ------ | -------------------------------------- | ------------- |
| 第1課  | どうも、どうも、どうも                 | 2011年4月02日 |
| 第2課  | こりゃまた失礼いたしました             | 2011年4月09日 |
| 第3課  | 飛びます、飛びます                     | 2011年4月16日 |
| 第4課  | ぼくは死にません                       | 2011年4月23日 |
| 第5課  | これでいいのだ                         | 2011年4月30日 |
| 第6課  | 映画って、本当にいいもんですね         | 2011年5月14日 |
| 第7課  | ちょっと、よろしいですか?              | 2011年5月21日 |
| 第8課  | いっぽんでもニンジン                   | 2011年5月28日 |
| 第9課  | 時間ですよ                             | 2011年6月04日 |
| 第10課 | そんなに急いでどこへ行く               | 2011年6月11日 |
| 第11課 | なんでそうなるの?                      | 2011年6月18日 |
| 第12課 | 未来は、これから変えることができるんだ | 2011年6月25日 |
| 第13課 | ……恋かもね                             | 2011年7月02日 |
| 第14課 | それを言っちゃあ、おしまいよ           | 2011年7月09日 |
| 第15課 | あーあ、やんなっちゃった               | 2011年7月16日 |
| 第16課 | 次行ってみよう、次!                    | 2011年7月23日 |
| 第17課 | ざぶとん1枚、持ってって                | 2011年7月30日 |
| 第18課 | 負けないで                             | 2011年8月13日 |
| 第19課 | ふつうの女の子に戻りたい               | 2011年8月20日 |
| 第20課 | わかっちゃいるけどやめられねえ         | 2011年8月27日 |
| 第21課 | “この味がいいね”と君が言ったから       | 2011年9月03日 |
| 第22課 | 同情するなら金をくれ                   | 2011年9月10日 |
| 第23課 | いつもより、よけいに回しています       | 2011年9月17日 |
| 第24課 | 今まで生きてきた中でいちばん幸せ       | 2011年9月24日 |